# اولیویرو زگا
اولیویرو زگا (انگلیسی: Oliviero Zega; ۴ ژانویهٔ ۱۹۲۴ – 2012) بازیکن فوتبال اهل ایتالیا بود.
از باشگاه‌هایی که در آن بازی کرده‌است می‌توان به باشگاه فوتبال سالرنیتانا، باشگاه فوتبال آ.اس. رم، و باشگاه فوتبال کاتانیا اشاره کرد.